# Nysay
Nysay est un groupe de hip-hop français originaire de Boulogne-Billancourt dans les Hauts-de-Seine. Il est formé de Salif et Exs. Pour Le Mouv', « Nysay reste l’un des groupes les plus sous-évalués de toute l’histoire du rap français. » Le groupe est inactif depuis 2008, après la publication de l'album Si si la famille.

## Biographie
Le groupe est originaire du Pont de Sèvres à Boulogne-Billancourt, dans les Hauts-de-Seine. Il se forme très tôt, et est pris en main par Lunatic qui les présente à Ziko et intègre le label C 2 la Balle. Le groupe fait sa première apparition sur la mixtape Dontcha Flex en 1996. Le groupe quitte C 2 la Balle et se retrouve dans l'expectative. Afin de le sortir des problèmes du quartier, Zoxea prend Salif comme backeur pour sa tournée en 1999. Il y rencontre Kool Shen et signe au label IV My People.
Salif sort son premier album Tous ensemble, chacun pour soi en 2001. Cet album se vendra à 50 000 exemplaires et connaitra une bonne critique[réf. nécessaire]. En 2003, le groupe sort sa mixtape Starting blocks, puis L'asphaltape et disparait du paysage rapologique. Les deux membres effectuent de rares apparitions. Ils participent néanmoins à l'album Mission du collectif for my people, sorti en novembre 2005 ce qui va les relancer. C'est alors la fin du label et donc du collectif. Nysay sort ensuite un street album intitulé Au pied du mur en octobre 2006. Puis 2007 annonce le retour des deux rappeurs : Exs sort 10 ans plus tard, et Salif Boulogne boy. Le premier s'en servira comme carte de visite alors que le second s'en servira comme passerelle entre son premier et son deuxième album. Salif sort le projet Prolongations début 2008, puis ils se regroupent et sortent l'album Si si la famille en juin 2008. 

## Discographie

### Albums
- 2003 : Starting Blocks
- 2004 : L'Asphaltape
- 2006 : Au pied du mur
- 2008 : Si si la famille

### Compilations
- 2001 : Streetly Street Vol.1 (IV My People)
- 2002 : IV My People Zone (IV My People)
- 2003 : Streetly Street Vol.2 (IV My People)
- 2005 : IV My People Mission (IV My People)

### Solos
- 2001 : Chacun pour soi (Salif)
- 2007 : 10 ans plus tard (EXS)
- 2007 : Boulogne boy (Salif)
- 2008 : Prolongations (Salif)
- 2009 : Curriculum vital (Salif)
- 2010 : Qui m'aime me suive (Salif)

### Apparitions
- 1996 : Nysay - C’est encore Boulogne (sur la mixtape Dontcha Flex 3)
- 1997 : Nysay - En silence (sur le maxi de L'Skadrille, Mack 01)
- 1997 : Nysay - Ça sent l'shit (sur la mixtape La haine au cœur)
- 1997 : Nysay - Cette vie-là (sur la mixtape Opération coup de poing)
- 1998 : Nysay - Freestyle (sur la compilation Neochrome Vol.1)
- 1999 : Bams feat. Nysay - La énième (sur l'album de Bams, Vivre ou mourir)
- 2000 : Nysay - C'est la guerre (sur l'album du Beat de Boul, Dans la ville)
- 2001 : Nysay feat. Diomay et Granit - Boom shakala (sur la compilation Neochrome)
- 2002 : Les Sages Poètes de la Rue feat. Nysay et Kool Shen - Thugs (sur l'album des Sages Po', Après l'orage)
- 2003 : Sniper feat. Haroun, Manokid Mesa, L'Skadrille, Sinik et Diam's, Salif et Zoxea, Tandem, 113 - Panam All Stars (sur l'album de Sniper, Gravé dans la roche)
- 2004 : Zoxea feat. Nysay - Rien de neuf (sur l'album de Zoxea, Dans la lumière)
- 2004 : Zoxea feat. Nysay, Sinik, Lino, Dany Dan et Jacky Brown - King de Boulogne Remix
- 2004 : Nysay feat. H10 Streekt - Mon style (sur la mixtape 92100% Hip Hop Vol.4)
- 2005 : Nysay - La rue te tue (sur la mixtape Ma conscience)
- 2005 : Nysay feat. Kool Shen, Sinik, Tunisiano, Zoxea & Iron Sy - Ma conscience (sur la mixtape Ma conscience)
- 2005 : Samat feat. Salif, Alibi Montana, Larsen, Acid & K.ommando Toxic - Une balle dans la jambe sur le street CD de Samat, Samat feat. hip-hop de Rue)
- 2005 : Samat feat. Salif - Le son des youvois (sur le street album de Samat, Samat Feat Hip Hop de rue)
- 2005 : Amara feat. Salif - Quartiers sous pression (sur l'album d'Amara, Portrait caché)
- 2005 : Nysay - Freestyle (sur la compile Neochrome Vol.2)
- 2006 : Nysay - Le ghetto brûle (sur la mixtape Narcobeat 1: Équipé sport)
- 2006 : Salif feat. Princess Anies et K'Reen - IV My People rsur la mixtape Independenza labels)
- 2006 : Nysay - Où sont les vrais (sur la mixtape Panam All Stars)
- 2006 : Nysay - Une vie qui sert à rien (sur la mixtape Les Chroniques des l'asphalte)
- 2006 : Salif - Fais c'que t'as à faire (sur la compile Hostile 2006)
- 2006 : Nysay - On vit l'époque (sur la mixtape Insurrection)
- 2006 : Exs feat. Casey - Parité (sur la mixtape Insurrection)
- 2006 : Salif feat. Wedja - Le même brute (sur la mixtape Crise des banlieues)
- 2006 : Nysay - Que du mito (sur la compile Talents fâchés 3)
- 2006 : Dany Boss feat. Salif et Scred Connexion - Le sens des affaires (sur le street album de Dany Boss, Street Life)
- 2006 : Dany Boss feat. Exs, Kamnouze, Alcide H & Tis One - Requiem (sur le street album de Dany Boss, Street Life)
- 2006 : Salif feat. Fofo 44 - Bleu blanc rouge (sur la compilation Les yeux dans la banlieue)
- 2006 : Samat feat. Salif - Bienvenue dans ma rue Remix (sur l'album de Samat, Juste milieu)
- 2006 : LIM feat. Nysay - 92 (sur la mixtape Triple Violences Urbaines)
- 2006 : Fatal Lyrics feat. Salif, Alibi Montana et Kobra - Sur un coup de tête (sur l'album de Fatal Lyrics, Le choix des armes)
- 2006 : Nysay feat. SMS Click - On débarque (sur la compilation Poésie urbaine Vol.2)
- 2006 : Salif feat. Dany Boss et Scred Connexion - Le sens des affaires (sur la compilatin Poésie urbaine Vol.2)
- 2006 : Unité 2 Feu feat. Nysay - Essonne Hauts-de-Seine connexion (sur l'album d'Unité 2 Feu, Haine, misère et crasses)
- 2007 : Nysay feat. Supalex - La rue (sur la compile Ghetto Truand et Associés)
- 2007 : Salif feat. LMC Click et Fofo 44 - Pop ce négro (sur la compile Représente  ta rue Vol.2)
- 2007 : Salif feat. Jacky Brown - Le débat (sur la compilation Écoute la rue Marianne)
- 2007 : Exs feat. Futur Proche et Nakk - Laisse nous (sur la mixtape Têtes Brulées Vol.4)
- 2007 : Futur Proche feat. Exs - Ça sonne faux (sur l'album de Futur Proche, Tristesse personnelle)
- 2007 : Futur Proche feat. Salif - Rap jacking (sur l'album de Futur Proche, Tristesse personnelle)
- 2007 : Exs feat. 92100 % Hip-hop - Plus le choix (sur la compilation Spéciale dédicace au rap français)
- 2007 : Salif feat. Rim'K - Capitale du crime (sur la compilation PCU)
- 2007 : Aketo feat. Exs, Sayko & Chichi - Crache ton venin (sur le street album d'Aketo, Cracheur de venin)
- 2007 : Aketo feat. Salif & Soprano - Réveillons-nous (sur le street album d'Aketo, Cracheur de venin)
- 2007 : Salif feat. Fofo 44 - Question De temps (sur l'album de DJ Junkaz, Port de Gennevilliers)
- 2008 : Asso feat. Salif - On n'y croit plus (sur le street album d'Asso, En attendant l'album)
- 2008 : Alpha 5.20 feat. La Comera et Salif - Gunz poppin (sur la mixtape d'Alpha 5.20, Rakailles 4)
- 2008 : Samat feat. Salif, Lino et Tekila - On gère (sur le street album de Samat, Samat Feat Hip Hop de rue 3)
- 2008 : Esprit6nik feat. Princesse Anies et Salif - État des lieux (sur le street CD d'Esprit6nik, A cœur ouvert)
- 2008 : Seth Gueko feat. Salif, Despo'Rutti, Lino et Médine - Le fils de Jack Mess Remix (sur la mixtape de Seth Gueko, Le fils de Jack Mess)
- 2009 : Salif - Il suffit (sur la compilation Les yeux dans la banlieue Vol.2)
- 2009 : TLF feat. Salif et Nessbeal - Survie ou crève (sur la compilation Talents fâchés 4)
- 2009 : Exs feat. Luna - One love (sur la compilation Punchline Street Beat Show)
- 2009 : Dam16 feat. Exs - Toujours debout (sur le street album de Dam16, Recueil de pensées)
- 2009 : Al Kan feat. Exs - Rien à foutre (sur la mixtape de Al Kan, Brakage Provincial)
- 2015 : Ali feat. Exs - On ne s'oublie pas (sur l'album Que la paix soit sur vous d'Ali)